# Physio-Akademie Wremen
Die Physio-Akademie in Wremen ist eine gemeinnützige Tochtergesellschaft des Deutschen Verbandes für Physiotherapie. (ZVK) Die Physio-Akademie ist Bildungswerk und wissenschaftliches Institut. Sie beschäftigt rund 20 Mitarbeiter in den Bereichen Fort- und Weiterbildung, Forschung und Entwicklung. Sie kooperiert mit Hochschulen und wissenschaftlichen Einrichtungen im In- und Ausland und arbeitet mit dem ZVK in Fragen der Professionalisierung der deutschen Physiotherapie zusammen. Sie trägt ein Netzwerk von Physiotherapiepraxen, um Aktivitäten im Bereich präventiven Trainings zu fördern.

## Fort- und Weiterbildungen
Die Physio-Akademie bietet, meist in Kooperation mit den fachlich spezialisierten Arbeitsgemeinschaften des ZVK, Fort- und Weiterbildungen für Physiotherapeuten an. Dabei arbeitet sie im Bereich der manuellen Therapie mit der Teesside University in Middlesbrough zusammen. Mit dieser Universität wird ein binationaler Master-Studiengang ausgerichtet. Ferner werden Fort- und Weiterbildungen, z. B. im Bereich der Tierphysiotherapie, der Neuro-Rehabilitation oder der Sturzprävention entwickelt. Mit der Hochschule 21 kooperiert die Akademie im Rahmen des dort angebotenen dualen Bachelor-Studiengangs. Die Physio-Akademie veranstaltet im ganzen Bundesgebiet Symposien zu physiotherapeutischen und interdisziplinären Themen, und seit 2004 zusammen mit der Physiotherapie des Universitätsklinikums Göttingen ein Forschungssymposium, das Physiotherapeuten ein Forum für methodische und fachlich-inhaltliche Diskussionen auf wissenschaftlichem Niveau bietet.
2006 brachte die Physio-Akademie das „Handbuch standardisierte Ergebnismessung“ heraus, das Physiotherapiepraxen in der Evaluation von Therapien unterstützt. Ferner wurden mehrere internationale Assessment-Verfahren ins Deutsche übertragen.
Die Physio-Akademie ist beratend tätig bei der Entwicklung von Studiengängen, in der Qualitätssicherung der Fachschulausbildung (im Auftrag der Interessengemeinschaft zur Sicherung der Qualität der Ausbildung an den deutschen Schulen für Physiotherapie (ISQ)) und bei der Planung von Forschungs- und Evaluationsprojekten. 	
Die Physio-Akademie ist Sitz der ZVK-Stiftung zur Förderung von Forschung und Evaluation in der Physiotherapie und der Clearingstelle Leitlinien des ZVK.
Seit 2010 ist die Physio-Akademie auch Sitz des deutschen Centrums für Evidenzbasierte Physiotherapie (CEPB) und damit Partner des Centre of Evidence Based Physiotherapy am The George Institute of International Health in Sydney.
In 2010 richtete die Physio-Akademie im Auftrag des Deutschen Verbands für Physiotherapie eine Ethikkommission ein, die deutschen Physiotherapeuten die Möglichkeit gibt, Forschungsprojekte, an denen Menschen teilnehmen, auf ethische Aspekte prüfen zu lassen. 